# 營多麵
營多麵創立於1970年，是由印尼最大的食品公司營多食品（Indofood CBP）旗下的速食麵品牌。Indofood亦是全世界最大的速食麵製造商之一，銷售遍及全球五大洲一百多個國家，包含澳洲、紐西蘭、美國、加拿大、中国、香港、日本、韓國、台灣、歐洲、非洲及中東各個國家，現任行銷長為高玉凱，執行長鄭旭凱。

## 簡介
營多麵有非常多的產品線，其中最受歡迎的是營多炒麵（Mi Goreng 為炒麵的意思），在香港則命名為營多撈麵，同時也有營多湯麵系列。品牌誕生初期以暢銷的雞肉風味為首創。西元1983年推出營多經典印尼炒麵，銷售地點包括量販店、超市及各地亞洲商店。
營多麵秉持著企業責任照顧在海外因為信仰需要清真食品的移工，早在20多年前就導入台灣市場，從2015開始逐漸受到台灣本地消費者的歡迎，為深耕台灣市場，也特別在2018年針對台灣消費者喜愛的口味全球獨賣上市營多麵珍饌系列，以精選天然香料為調味主軸，讓台灣消費者多一種美味的辛選擇。

## 口味
- 國民款系列炒麵（單包）
  - 印尼炒麵
  - 辣味炒麵
  - 辣味牛肉風味炒麵
  - 辣味牛肋風味炒麵
  - 沙嗲炒麵
- 國民款系列湯麵（單包）
  - 青檸牛肉風味湯麵
  - 咖哩雞風味湯麵
  - 香蔥雞風味湯麵
  - 特色雞風味湯麵
- 重量杯炒麵（杯麵）
  - 經典印尼炒麵
- 珍饌系列（袋裝）台灣限定版
  - 珍饌系列印尼極品炒麵
  - 珍饌系列蒜香極品炒麵
  - 珍饌系列醬香極品炒麵-雞肉風味

## 銷售地點
- 台灣：量販店、超市、便利店、個人用品店及東南亞食品行
- 香港：超市、便利店即食區、以Indo Market為首的東南亞食品行，部分茶餐廳亦有販售。

## 争议
- 2010年10月台北縣衛生局在東南亞商店查到Indomie樣本，其內附的醬油包，含有用於化妝品的禁用防腐劑「对羟基苯甲酸酯」，而麵條、調味包及辣椒亦含過量防腐劑「苯甲酸」，不符合台灣法規規範，產品已全面回收下架，暫停出售。
- Indofood公司於官方網站上正式公告, 有關2010年台灣的事件已經全面提出解決方案，並取得許多國家政府的認同，其中包括印尼及台灣政府，並再次強調所有Indofood產品皆符合印尼政府食品藥物局的規範Indonesia’s Food and Drug Monitoring Agency (BPOM)，Indofood工廠為SGS認證ISO 9001 & ISO 22000及清真認證；也特別為台灣市場調製符合台灣食品藥物管理署食品安全規範的出口包，將外包裝也用繁體中文標示品名、成份和營養標示。[1]
- 2023年4月24日營多的特色雞肉風味湯麵被台北市衛生局驗出含有致癌物質環氧乙烷被要求召回，兩天後（4月26日）馬來西亞衛生局跟進要求檢測並召回相關產品。事後印尼政府和營多回應稱相關產品符合印尼國內生產標準[2]。

## 外部連結
- 官方网站：Indofood總公司、國際官網、香港、台灣、英國、加拿大、澳洲、美國
- 營多麵的Facebook專頁
- 營多撈麵─香港的Facebook專頁
- 營多麵─台灣的Facebook專頁
- Indomie Australia的Facebook專頁

1. ↑  statement-regarding-issue-about-indomie-product-in-taiwan（页面存档备份，存于）
2. ↑  . 联合早报. 路透社. 2023-04-27.